# Can Codina (Alella)
Can Codina és un edifici d'Alella (Maresme) protegit com a Bé Cultural d'Interès Local.

## Descripció
Es tracta d'un edifici civil, construcció del qual consta de planta baixa i dos pisos. Els elements que formen la composició són de tipus clàssic, petites motllures que decoren la part superior e les finestres del primer pis i que recorden la forma triangular dels frontons.
Corona l'edifici, per sobre de la cornisa, una paret-barana amb un cos més elevat o frontó.
La planta baixa està formada per dues finestres i una porta central, mentre que al primer pis la porta és substituïda per un balcó. A la segona planta hi ha tres finestres quadrades.

## Història
Hi ha similitud entre aquest edifici i el de les bodegues Gispert, sobre tot en les motllures arran de cornisa i la coronació superior. Es podria tractar del mateix arquitecte.